# 帆鰭魴屬
帆鰭魴屬（學名：Pteraclis）是鯖形目烏魴科下的一屬，本屬共包含三種，分布於全世界。

## 分類學
帆鰭魴屬目前包括：
- 帆鰭魴 Pteraclis aesticola (D. S. Jordan & Snyder, 1901)
- 卡羅來納帆鰭魴 Pteraclis carolinus Valenciennes, 1833
- 叉尾帆鰭魴（英语：Spotted fanfish） Pteraclis velifera (Pallas, 1770)